# Abe Segal
Alan Abraham „Abe“ Segal (geboren 23. Oktober 1930 in Johannesburg; gestorben 4. April 2016 in Kapstadt) war ein südafrikanischer Tennisspieler.

## Karriere
Im Jahr 1951 gewann er die Irish Open im Einzel. 1958 erreichte er mit seinem Doppelpartner Robert Howe bei den French Open zum ersten Mal das Finale eines Grand-Slam-Turniers. Im Finale scheiterten sie an Ashley Cooper und Neale Fraser in vier Sätzen.
Bei den French Open 1963 kam er mit seinem langjährigen Doppelpartner Gordon Forbes, mit dem er zeitlebens befreundet war, erneut ins Finale des Doppelwettbewerbs. Hier unterlagen sie Roy Emerson und Manuel Santana. Vor dem Halbfinale von Wimbledon 1963 zerrte er sich die Bauchmuskulatur. Aus diesem Grund konnte er nicht mit voller Kraft aufschlagen. Dieses Match verloren er und Forbes in vier knappen Sätzen gegen die späteren Turniersieger Rafael Osuna und Antonio Palafox. Sein bestes Einzelerbenis bei einem Grand-Slam-Turnier feierte Segal 1964 in Wimbledon, als er nach Siegen über Clark Graebner, Robert Howe, Alex Metreweli und Pierre Barthes das Viertelfinale erreichte, in dem er sich Chuck McKinley geschlagen geben musste.
In Wimbledon spielte er 1968 mit Gordon Forbes gegen Alex Olmedo und Pancho Segura einen Satz, den sie 30 zu 32 verloren; die Zweitrundenniederlage kam nach vier Sätzen. Dies ist der längste Doppelsatz in der Geschichte Wimbledons.
Mit Gordon Forbes konnte er viermal den Doppelwettbewerb der South African Open und zweimal die britischen Hartplatz-Meisterschaften gewinnen.
Zwischen 1955 und 1965 trat Segal in 19 Begegnungen für die südafrikanische Davis-Cup-Mannschaft an. Von seinen 37 Matches ging er in 24 Spielen als Sieger vom Platz.

## Privates
Abe Segal wurde als drittes Kind polnischer Immigranten jüdischen Glaubens in Doornfontein, einem Stadtteil Johannesburgs, geboren.
Segal war Vater zweier Töchter, die in den USA leben. Nach seiner Tenniskarriere beschäftigte er sich mit Malerei und veröffentlichte eine Autobiografie, für die sein Freund Sean Connery das Vorwort verfasste. Er starb nach einer Krebserkrankung.

## Finalteilnahmen bei Grand-Slam-Turnieren

### Doppel

#### Finalteilnahmen
| Nr. | Datum        | Turnier                                         | Belag | Doppelpartner | Finalgegner                | Ergebnis           |
| --- | ------------ | ----------------------------------------------- | ----- | ------------- | -------------------------- | ------------------ |
| 1.  | 1. Juni 1958 | Internationale französische Meisterschaften (1) | Sand  | Robert Howe   | Ashley Cooper Neale Fraser | 6:3, 6:8, 3:6, 5:7 |
| 2.  | 25. Mai 1963 | Internationale französische Meisterschaften (2) | Sand  | Gordon Forbes | Roy Emerson Manuel Santana | 2:6, 4:6, 4:6      |

## Veröffentlichungen
- Abe Segal: Hey Big Boy! Trident Press (PTY) Ltd, Kapstadt 2008, ISBN 978-0-620-41057-1.